# Listă de filme britanice din 1921
Aceasta este o listă de filme britanice din 1921:

## Lista
| Titlu                             | Regizor                         | Distribuție                                     | Gen          | Note                         |
| --------------------------------- | ------------------------------- | ----------------------------------------------- | ------------ | ---------------------------- |
| The Adventures of Mr. Pickwick    | Thomas Bentley                  | Frederick Volpe, Mary Brough                    | Comedy       |                              |
| The Adventures of Sherlock Holmes | Maurice Elvey                   |                                                 | Mystery      | [ 1 ]                        |
| The Autumn of Pride               | W. P. Kellino                   | Nora Swinburne, David Hawthorne                 | Romance      |                              |
| The Bachelor's Club               | A.V. Bramble                    | Ben Field, Ernest Thesiger                      | Drama        |                              |
| The Bargain                       | Henry Edwards                   | Henry Edwards, Chrissie White                   | Comedy       |                              |
| Belphegor the Mountebank          | Bert Wynne                      | Milton Rosmer, Kathleen Vaughan                 | Drama        |                              |
| The Bigamist                      | Guy Newall                      | Ivy Duke, Julian Royce                          | Romance      |                              |
| The Bonnie Brier Bush             | Donald Crisp                    | Donald Crisp, Mary Glynne                       | Drama        |                              |
| Christie Johnstone                | Normand McDonald                | Gertrude McCoy, Stewart Rome                    | Romance      |                              |
| Class and No Class                | W. P. Kellino                   | Judd Green, Pauline Johnson                     | Comedy       |                              |
| Corinthian Jack                   | Walter Courtney Rowden          | Victor McLaglen, Kathleen Vaughan               | Adventure    |                              |
| The Croxley Master                | Percy Nash                      | Dick Morris, Joan Ritz                          | Sports/drama |                              |
| Daniel Deronda                    | Walter Courtney Rowden          | Reginald Fox, Ann Trevor, Clive Brook           | Drama        |                              |
| Dick's Fairy                      | Bert Wynne                      | Albert Brantford, Joan Griffith                 | Comedy/drama |                              |
| The Education of Nicky            | Arthur Rooke                    | James Knight, Marjorie Villis                   | Romance      |                              |
| For Her Father's Sake             | Alexander Butler                | Owen Nares, Isobel Elsom                        | Drama        |                              |
| The Fortune of Christina McNab    | W. P. Kellino                   | Nora Swinburne, David Hawthorne                 | Comedy       |                              |
| The Four Feathers                 | René Plaissetty                 | Harry Ham, Henry Vibart                         | War          |                              |
| The Fruitful Vine                 | Maurice Elvey                   | Teddy Arundell, Peter Dear                      | Drama        |                              |
| General John Regan                | Harold M. Shaw                  | Milton Rosmer, Madge Stuart                     | Comedy       |                              |
| A Gentleman of France             | Maurice Elvey                   | Eille Norwood, Madge Stuart                     | Adventure    |                              |
| The God in the Garden             | Edwin J. Collins                | Edith Craig, Arthur Pusey, Mabel Poulton        | Drama        |                              |
| The Golden Dawn                   | Ralph Dewsbury                  | Gertrude McCoy, Warwick Ward                    | Crime        |                              |
| The Great Day                     | Hugh Ford                       | Arthur Bourchier, Marjorie Hume                 | Drama        | This short film is now lost. |
| Hard Cash                         | Edwin J. Collins                | Dick Webb, Alma Green                           | Crime        |                              |
| The Headmaster                    | Kenelm Foss                     | Cyril Maude, Margot Drake, Miles Malleson       | Drama        |                              |
| Her Penalty                       | Einar Bruun                     | Stewart Rome, Pauline Peters, Clive Brook       | Drama        |                              |
| The Hound of the Baskervilles     | Maurice Elvey                   | Eille Norwood, Catina Campbell                  | Mystery      |                              |
| The Imperfect Lover               | Walter West                     | Violet Hopson, Stewart Rome                     | Drama        |                              |
| In Full Cry                       | Einar Bruun                     | Gregory Scott, Pauline Peters                   | Crime        |                              |
| Innocent                          | Maurice Elvey                   | Madge Stuart, Basil Rathbone                    | Romance      |                              |
| The Knave of Diamonds             | René Plaissetty                 | Mary Massart, Alec Fraser                       | Romance      | [ 2 ]                        |
| Land of My Fathers                | Fred Rains                      | John Stuart, Yvonne Thomas                      | Drama        |                              |
| The Loudwater Mystery             | Walter West                     | Gregory Scott, Pauline Peters                   | Crime        |                              |
| Love at the Wheel                 | Bannister Merwin                | Victor Humfries, Pauline Johnson                | Sport        |                              |
| The Lunatic at Large              | Henry Edwards                   | Henry Edwards, Chrissie White                   | Comedy       |                              |
| The Magistrate                    | Bannister Merwin                | Tom Reynolds, Maudie Dunham                     | Comedy       |                              |
| The Marriage Lines                | Wilfred Noy                     | Barbara Hoffe, Lewis Dayton                     | Drama        |                              |
| Married Life                      | Georges Tréville                | Gerald McCarthy, Peggy Hathaway, Roger Tréville | Drama        |                              |
| Mary-Find-the-Gold                | George Pearson                  | Betty Balfour, Tom Coventry                     | Drama        |                              |
| Miss Charity                      | Edwin J. Collins                | Margery Meadows, Dick Webb                      | Romance      |                              |
| Money                             | Duncan McRae                    | Henry Ainley, Faith Bevan                       | Comedy       |                              |
| Monty Works the Wires             | Challis Sanderson               | Manning Haynes, Mildred Evelyn                  | Comedy/drama |                              |
| Mr. Justice Raffles               | Gaston Quiribet                 | Gerald Ames, Eileen Dennes                      | Crime        |                              |
| Mr. Pim Passes By                 | Albert Ward                     | Peggy Hyland, Campbell Gullan                   | Comedy       |                              |
| The Narrow Valley                 | Cecil Hepworth                  | Alma Taylor, George Dewhurst                    | Drama        |                              |
| Night Hawk                        | John Gliddon                    | Henri De Vries, Malvina Longfellow              | Drama        | [ 3 ]                        |
| The Old Curiosity Shop            | Thomas Bentley                  | Mabel Poulton, William Lugg                     | Drama        |                              |
| The Penniless Millionaire         | Einar Bruun                     | Stewart Rome, Fabienne Fabrèges                 | Adventure    |                              |
| The Place of Honour               | Sinclair Hill                   | Hugh Buckler, Miles Mander                      | Adventure    |                              |
| The Princess of New York          | Donald Crisp                    | David Powell, Mary Glynne                       | Crime        |                              |
| The River of Stars                | Floyd Martin Thornton           | Teddy Arundell, Harry Agar Lyons                | Adventure    |                              |
| A Romance of Wastdale             | Maurice Elvey                   | Milton Rosmer, Fred Raynham                     | Adventure    |                              |
| The Rotters                       | A. V. Bramble                   | Joe Nightingale, Sydney Fairbrother             | Comedy       |                              |
| The Scallywag                     | Challis Sanderson               | Fred Thatcher, Muriel Alexander                 | Romance      |                              |
| The Shadow of Evil                | George A. Cooper, James Reardon | Mary Dibley, Reginald Fox                       | Crime        |                              |
| The Skin Game                     | B. E. Doxat-Pratt               | Edmund Gwenn, Mary Clare                        | Drama        |                              |
| The Sport of Kings                | Arthur Rooke                    | Victor McLaglen, Douglas Munro                  | Sports       |                              |
| Squibs                            | George Pearson                  | Betty Balfour, Hugh E. Wright                   | Comedy       |                              |
| Stella                            | Edwin J. Collins                | Molly Adair, H. Manning Haynes                  | Drama        |                              |
| Sybil                             | Jack Denton                     | Evelyn Brent, Cowley Wright                     | Drama        |                              |
| Tansy                             | Cecil Hepworth                  | Alma Taylor, James Carew                        | Drama        |                              |
| Tilly of Bloomsbury               | Rex Wilson                      | Edna Best, Tom Reynolds                         | Comedy       |                              |
| The Tinted Venus                  | Cecil Hepworth                  | Alma Taylor, George Dewhurst                    | Fantasy      |                              |
| Tit for Tat                       | Henry Edwards                   | Henry Edwards, Chrissie White                   | Comedy       |                              |
| Walter's Winning Ways             | William Bowman                  | Walter Forde, Billy le Fre                      | Crime        | [ 4 ]                        |
| The White Hen                     | Frank Richardson                | Mary Glynne, Leslie Faber                       | Comedy       |                              |
| Wild Heather                      | Cecil Hepworth                  | Chrissie White, Gerald Ames                     | Drama        |                              |
| The Will                          | A. V. Bramble                   | Milton Rosmer, Evangeline Hilliard              | Drama        |                              |
| The Woman of His Dream            | Harold M. Shaw                  | Mary Dibley, Alec Fraser                        | Drama        |                              |
| A Woman of No Importance          | Denison Clift                   | Fay Compton, Milton Rosmer                      | Drama        |                              |
| The Woman with the Fan            | René Plaissetty                 | Mary Massart, Alec Fraser                       | Drama        | [ 5 ]                        |
| The Yellow Claw                   | René Plaissetty                 | Sydney Seaward, Arthur M. Cullin                | Crime        |                              |